# Герб Гамбії
Герб Гамбії — державний символ Гамбії, що офіційно використовується з 18 листопада 1964 року, після того як Гамбія здобула незалежність від Великої Британії і приєдналася до Співдружності Націй.

## Опис
На гербі зображено двох левів, які однією лапою тримають сокиру і сапу, а другою підтримують щит, на якому змальовані перехрещені сокира і сапа. Зверху над щитом розміщений геральдичний шолом лицаря, огорнений пальмовою гілкою. У нижній частині герба написаний національний девіз: Прогрес — Мир — Процвітання (англ. Progress — Peace — Prosperity).

### Значення
Два леви символізують колоніальну історію країни як частини Британської імперії. Перехрещені сокира і сапа означають важливість сільського господарства для країни, а також символізують дві основні етнічні групи — мандінка і фульбе. Блакитне поле щита — символ того, що країна простягнулася вздовж річки — Гамбія.